# شمس الدين الصايغ
شمس الدين محمد بن الحسن بن سِباع الصايغُ الحنفي العروضي المعروف بـشمس الدين الصايغ (يونيو 1247 - 14 يوليو 1325) (صفر 645 - 3 شعبان 725) لغوي وأديب عربي شامي من أهل القرن الثالث عشر الميلادي/ السابع الهجري. ولد ونشأ في دمشق، وزار مصر. كان عارفًا باللغة والنحو والعروض وبعلوم الأدب فكان أهل الأدب يشتغلون عليه. وله ديوان ومؤلفات عديدة. توفي في مسقط رأسه عن 78 عامًا ودفن بمقبرة باب الصغير.

## سيرته
هو شمس الدين أبو عبد الله محمد بن الحسن بن سِباع بن أبي بكر المصري الأصل، الدمشقي المولد والوفاة، المعروف بـ«الصّايغ»، وينتهي نسبه إلى بني جذام عمرو بن بن عدي. 
ولد شمس الدين الصايغ في دمشق في شهر صفر سنة 645 هـ/ يونيو 1247. عرف بـ«الصايغ»، ولم يكن صائغًا فيما يبدو، ولكنّه أقام بالصاغة (سوق الصائغين، جنوب الجامع الأموي بدمشق) زمانًا يُقرئ الناس العربية والعروض والأدب. وقد زار مصر حينًا.  وكانت حياته حافلة بالتنقّل، فقد نشأ في دمشق، ثم انتقل إلى مصر، ثم عاد مرّة أخرى إلى دمشق.
ومن شيوخه هو ابن أبي اليسر (589 - 672 هـ/ 1193 -1274 م) وابن النّاظم. ومن تلاميذه هو ابن فضل الله العمري. 
وتوفي شمس الدين الصايغ في 3 شعبان 725 هـ/ 14 يوليو 1325 بدمشق ودفن بباب الصغير، عن عمر ناهر 78 سنة. 

## مهنته
كان عارفًا باللغة والنحو والعروض وبعلوم الأدب فكان أهل الأدب يشتغلون عليه. وله شعرٌ متينٌ جيّد أكثره الغزل ووصف الطبيعة، وله نثرٌ أيضًا. ثم هو مصنف وله مؤلفات.  ومن شعره:
وقال هو في مصر يشتوق إلى دمشق:

## مؤلفاته
ترك الصّايغ مصنّفات كثيرة، منها:
- ديوان شعر، في مجلدين كبيرين
- شرح قصيدة ابن الحاجب في العروض
- شرح مقصورة ابن دُريد، في مجلدين كبيرين
- كتاب العراقّيين في الفروع، وأغلب الظن أنه ليس له.
- القصيدة التّائيّة في نحو ألفي بيت، ذكر فيها العلوم والصّنائع.
- اللَّمحةُ في شرحِ المُلحَة
- مختصر صحاح الجوهري، اختصر فيه الصّحاح بتجريده من الشواهد والإيجاز في الشّروح
- المقامة الشّهابيّة وشرحها.